# ویلیام بی. سکسبی
ویلیام بی. سکسب (به انگلیسی: William B. Saxbe) سناتور سابق عضو حزب جمهوری‌خواه ایالات متحده آمریکا بود. وی در سال ۱۹۶۹ تا ۱۹۷۴ میلادی سناتور ایالت اوهایو در سنای ایالات متحده آمریکا بود.